# إعلان البيميكان
إعلان البيميكان قام الحاكم مايلز ماكدونيل في يناير 1814الذي عينه توماس دوغلاس -الإيرل الخامس لسلكيرك- بإصدار إعلان لسكان منطقة النهر الأحمر، والذي أصبح يعرف باسم إعلان بيمكي. صدر الإعلان في محاولة لمنع شعب الميتي من تصدير لحم البيمبيكان من منطقة النهر الأحمر. تجاهل كوثبرت غرانت، زعيم جماعة ميتيس إعلان ماكدونيل واستمر في تصدير لحمال بيمبيكان إلى شركة الشمال الغربي. وأصبح الإعلان عمومًا واحدًا من العديد من مناطق الصراع بين المستوطنين ومستوطنين النهر الأحمر. كان توماس دوغلاس، خامس إيرل من سيلكيرك قد سعى إلى الاهتمام بمقاطعة النهر الأحمر، بمساعدة شركة خليج هدسون في وقت مبكر من عام 1807. ومع ذلك؛ لم يكن الأمر حتى عام 1810 هو أن شركة خليج هدسون طلبت من اللورد سيلكيرك خططه للاستقرار في داخل كندا.

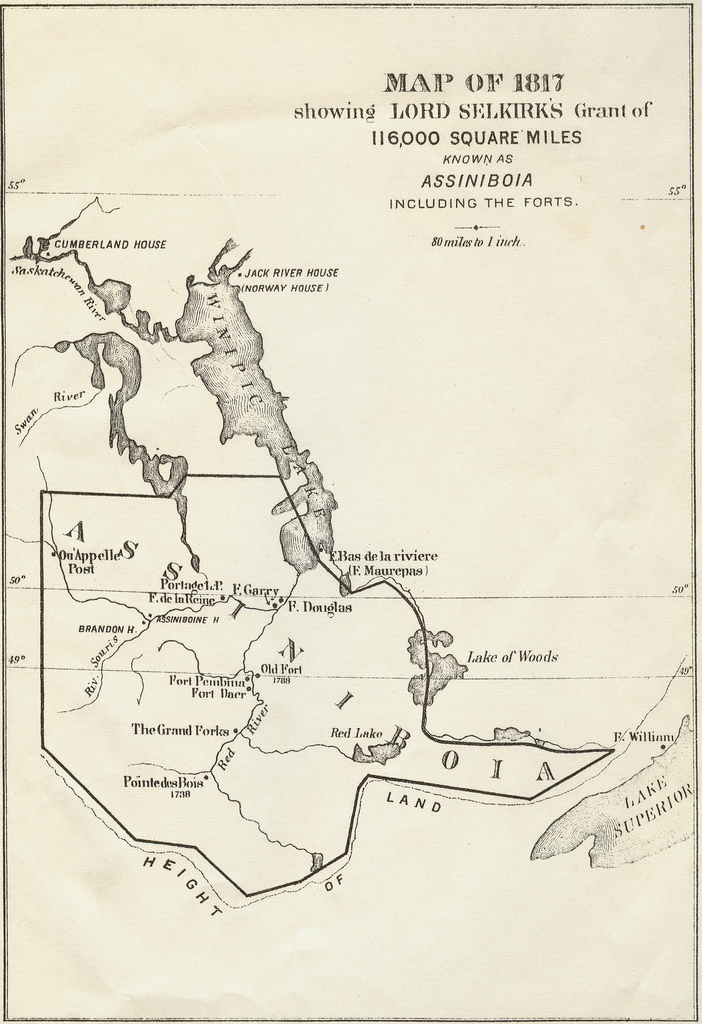

تضمنت مستعمرة النهر الأحمر أو مستوطنة سيلكيرك أجزاء من جنوب مانيتوبا الحالية وشمال مينيسوتا وشرق داكوتا الشمالية ، بالإضافة إلى أجزاء صغيرة من شرق ساسكاتشوان وشمال غرب أونتاريو وشمال شرق ولاية داكوتا الجنوبية.